# Ligue navale d'Australie
La Ligue navale d'Australie (en anglais : Navy League of Australia) est une organisation australienne et un groupe de défense qui se consacre à susciter l'intérêt pour les questions maritimes et navales, en particulier celles liées à la Royal Australian Navy (RAN) et à la marine marchande australienne.
La Ligue navale d'Australie est créée en novembre 1900 en tant que branche australienne de la Ligue navale du Royaume-Uni (en). Les sous-branches au niveau des États sont regroupées sous un organisme fédéral en 1939. L'année 1950 marque le début du fonctionnement de la Ligue navale d'Australie indépendamment de sa société mère britannique,.
Les principaux objectifs de l'organisation sont de promouvoir les idées d'une marine et d'une marine marchande fortes auprès du peuple australien, des politiciens et des médias, de soutenir les organisations et les industries qui travaillent à l'amélioration et au maintien des industries maritimes et de défense, et de promouvoir l'intérêt pour les questions maritimes. En 1920, la branche de la Ligue navale de Nouvelle-Galles du Sud créé une organisation de formation des cadets, le Corps de cadets de la Marine de la Ligue navale. L'organisation fonctionne jusqu'en 1950, lors de la formation du Corps australien des cadets de la Marine, géré par la Ligue navale avec le soutien de la Marine royale australienne. En 1973, le Corps australien des cadets de la Marine fusionne avec les RANR Cadets exploités par la Royal Australian Naval Reserve pour former les Cadets de la Réserve navale (NRC). En 2000, le NRC est rebaptisé Australian Navy Cadets (ANC), et bien que gérée par la RAN, la Ligue navale continue de soutenir et d'assister l'ANC.
Un journal trimestriel intitulé The Navy est publié en continu par la Navy League of Australia depuis 1938, avec une publication précédente publiée entre 1920 et 1932.